# Saison 3 de The Voice Kids (France)
 (septembre 2021).
- Si vous ne connaissez pas le sujet, laissez ce bandeau (vous pouvez alors contacter les auteurs).
- Si vous supprimez le contenu mis en cause (vous pouvez préalablement contacter les auteurs),

argumentez précisément cette suppression dans la page de discussion
(un manque de référence n'est pas un argument ; une recherche réelle de référence doit avoir été effectuée, être formellement documentée).
 (juin 2020).
Si vous disposez d'ouvrages ou d'articles de référence ou si vous connaissez des sites web de qualité traitant du thème abordé ici, merci de compléter l'article en donnant les références utiles à sa vérifiabilité et en les liant à la section « Notes et références ».
La saison 3 de The Voice Kids est diffusée du 27 août 2016 au 8 octobre 2016 réalisée par Tristan Carné et Didier Froehly diffusée sur TF1. Contrairement aux saisons précédentes, le programme de l'émission a été changé : les coachs doivent réunir au minimum 12 talents au lieu de 9 lors des soirées à l'aveugle. Cette nouvelle saison se compose de 7 émissions au lieu de 5 dont 4 soirées à l'aveugle, une soirée de battles, une demi-finale et une finale.

## Participants

### Coachs et présentateurs
L'émission est présentée par :
- Nikos Aliagas, sur le plateau et pendant l'accueil des familles
- Karine Ferri, dans les coulisses et sur le plateau (After Finale)

Le jury est composé de : 
- M. Pokora, chanteur français ;
- Jenifer, chanteuse française ;
- Patrick Fiori, auteur-compositeur-interprète français ;

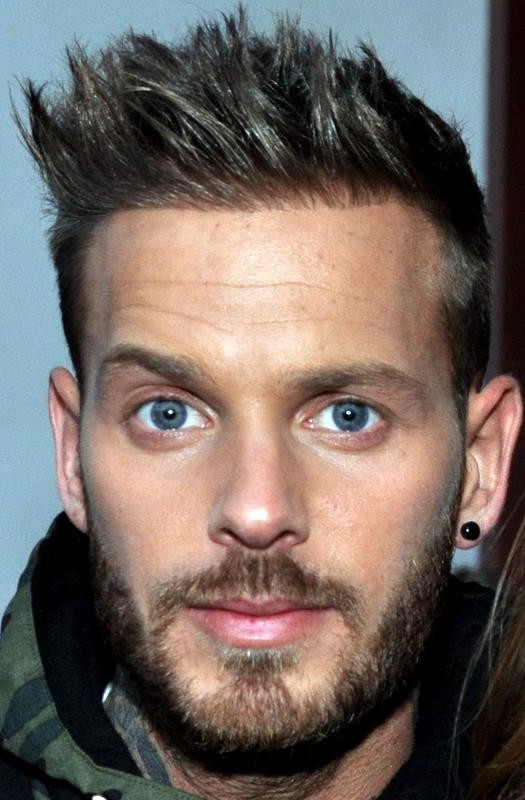
Matt Pokora
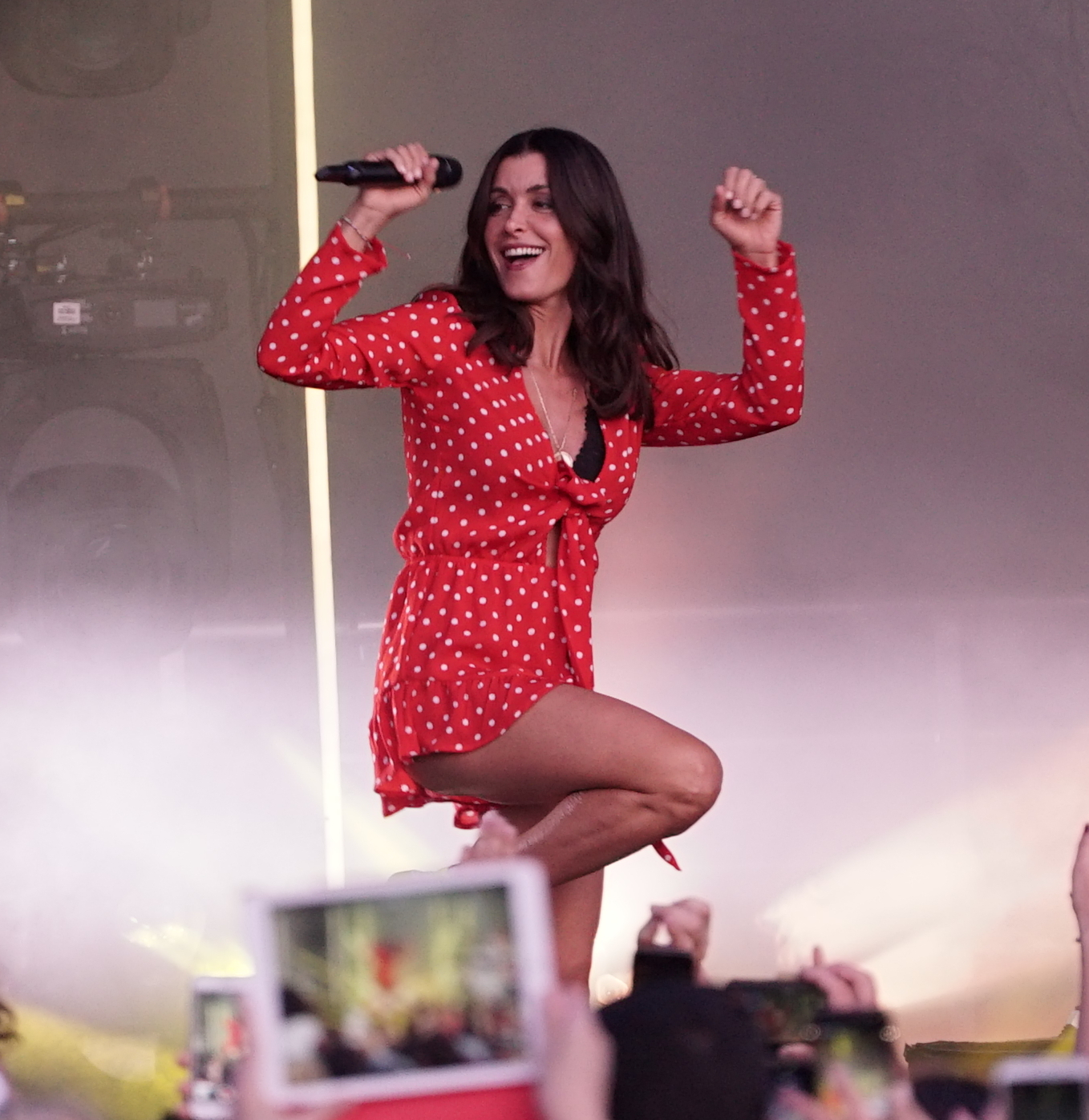
Jenifer
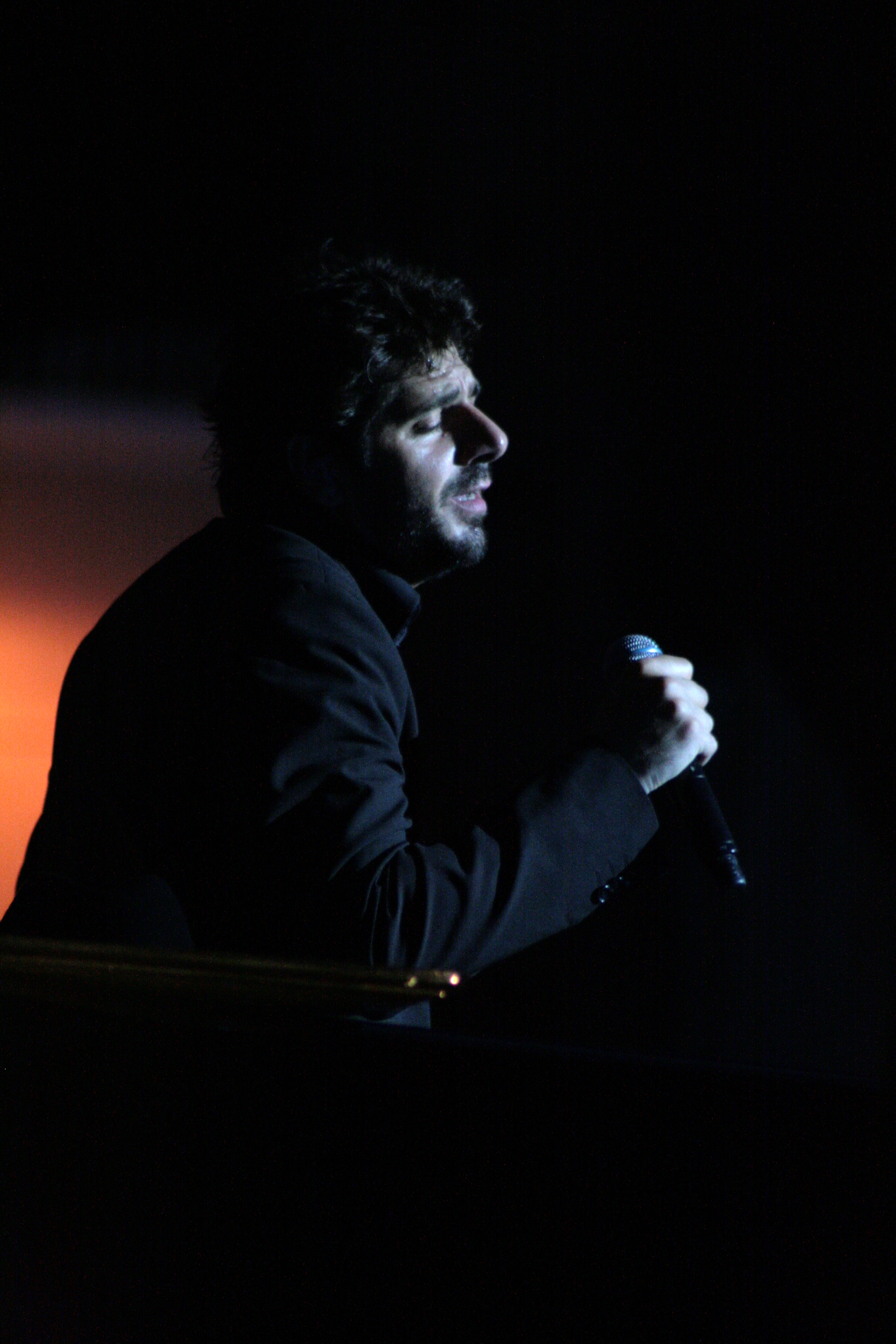
Patrick Fiori

### Candidats
- Vainqueur
- Deuxième
- Troisième

| Étapes                  | #  | Patrick Fiori | Jenifer  | M.Pokora |
| ----------------------- | -- | ------------- | -------- | -------- |
| Finalistes              | 1  | Evän          | Lou      | Manuela  |
| Finalistes              | 2  | Agathe        | Achille  | Tamillia |
| Éliminés en demi-finale | 3  | Maé           | Lynn     | Romain   |
| Éliminés en demi-finale | 4  | Diego         | Marco    | Marine   |
| Éliminés aux Battles    | 5  | Noemy         | Romane   | Jeanne   |
| Éliminés aux Battles    | 6  | Juliette      | Josiane  | Lauviah  |
| Éliminés aux Battles    | 7  | Marin         | Nina     | Matthieu |
| Éliminés aux Battles    | 8  | Lou           | Iskander | Jason    |
| Éliminés aux Battles    | 9  | Maha          | Robin    | Ilénia   |
| Éliminés aux Battles    | 10 | Leena         | Thomas   | Elsa     |
| Éliminés aux Battles    | 11 | Tiago         | Norah    | Steven   |
| Éliminés aux Battles    | 12 | Amani         | Victoire | Laure    |

## Déroulement

### Étape 1: Les auditions à l'aveugle
Le principe est, pour chaque coach, de choisir les meilleurs candidats présélectionnés par la production. Lors des prestations de chaque candidat, chaque juré et futur coach est assis dans un fauteuil, dos à la scène et face au public, et écoute la voix du candidat sans le voir (d'où le terme « auditions à l'aveugle »). Lorsqu'il estime qu'il est en présence d'un bon candidat, le juré appuie sur un buzzer devant lui, qui retourne alors son fauteuil face au candidat, ce qui signifie que le juré, qui découvre enfin physiquement le candidat, est prêt à coacher le candidat et le veut dans son équipe. Si le juré est seul à s'être retourné, alors le candidat va par défaut dans son équipe. Par contre, si plusieurs jurés se retournent, c'est alors au candidat de choisir quel coach il veut rejoindre.
Pour cette troisième saison, chaque coach doit constituer une équipe de 12 candidats minimum.
Nouveauté cette saisons : les 3 coachs de cette nouvelle saison interpréterons une chansons en tandem au début de la première émission de la saison. Les coachs ont interprété Une autre histoire de Gérard Blanc.
Légende

#### Épisode 1: les auditions à l'aveugle (1)
Le premier épisode est diffusé le 27 août 2016 à 20 h 55.
| Ordre | Candidat | Chanson                                        | Choix des coachs et des candidats      | Choix des coachs et des candidats      | Choix des coachs et des candidats      |
| Ordre | Candidat | Chanson                                        | Matt Pokora                            | Jenifer                                | Patrick Fiori                          |
| ----- | -------- | ---------------------------------------------- | -------------------------------------- | -------------------------------------- | -------------------------------------- |
| 1     | Maé      | Addicted to You - Avicii                       | Le coach a buzzé sur ce candidat.      | Le coach a buzzé sur ce candidat.      | Le candidat rejoint l'équipe du coach. |
| 2     | Robin    | Stay - Rihanna                                 | —                                      | Le candidat rejoint l'équipe du coach. | Le coach a buzzé sur ce candidat.      |
| 3     | Esteban  | Envole-moi - Jean-Jacques Goldman              | —                                      | —                                      | —                                      |
| 4     | Lou      | Carmen - Stromae                               | Le coach a buzzé sur ce candidat.      | Le candidat rejoint l'équipe du coach. | Le coach a buzzé sur ce candidat.      |
| 5     | Romain   | La Poupée - Christophe Maé                     | Le candidat rejoint l'équipe du coach. | Le coach a buzzé sur ce candidat.      | Le coach a buzzé sur ce candidat.      |
| 6     | Josiane  | Ave Maria - Franz Schubert                     | —                                      | Le candidat rejoint l'équipe du coach. | Le coach a buzzé sur ce candidat.      |
| 7     | Manuela  | Andalouse - Kendji Girac                       | Le candidat rejoint l'équipe du coach. | Le coach a buzzé sur ce candidat.      | Le coach a buzzé sur ce candidat.      |
| 8     | Leny     | Ain't No Sunshine - Bill Withers               | —                                      | —                                      | —                                      |
| 9     | Jeanne   | La Vie en rose - Édith Piaf                    | Le candidat rejoint l'équipe du coach. | —                                      | —                                      |
| 10    | Evän     | See You Again - Wiz Khalifa feat. Charlie Puth | Le coach a buzzé sur ce candidat.      | Le coach a buzzé sur ce candidat.      | Le candidat rejoint l'équipe du coach. |
| 11    | Rodrigue | Just a Gigolo - Louis Prima                    | —                                      | —                                      | —                                      |
| 12    | Noemy    | Ben - Michael Jackson                          | —                                      | Le coach a buzzé sur ce candidat.      | Le candidat rejoint l'équipe du coach. |

#### Épisode 2: les auditions à l'aveugle (2)
Le deuxième épisode est diffusé le 3 septembre 2016 à 20 h 55.
| Ordre | Candidat | Chanson                                           | Choix des coachs et des candidats      | Choix des coachs et des candidats      | Choix des coachs et des candidats      |
| Ordre | Candidat | Chanson                                           | Matt Pokora                            | Jenifer                                | Patrick Fiori                          |
| ----- | -------- | ------------------------------------------------- | -------------------------------------- | -------------------------------------- | -------------------------------------- |
| 1     | Ilénia   | Set Fire to the Rain - Adele                      | Le candidat rejoint l'équipe du coach. | Le coach a buzzé sur ce candidat.      | Le coach a buzzé sur ce candidat.      |
| 2     | Laure    | Famille - Jean-Jacques Goldman                    | Le candidat rejoint l'équipe du coach. | —                                      | Le coach a buzzé sur ce candidat.      |
| 3     | Nans     | Je veux - Zaz                                     | —                                      | —                                      | —                                      |
| 4     | Nina     | Stole the Show - Kygo                             | Le coach a buzzé sur ce candidat.      | Le candidat rejoint l'équipe du coach. | Le coach a buzzé sur ce candidat.      |
| 5     | Diego    | Le Sens de la vie - Tal                           | Le coach a buzzé sur ce candidat.      | Le coach a buzzé sur ce candidat.      | Le candidat rejoint l'équipe du coach. |
| 6     | Clara    | Something's Got a Hold on Me - Christina Aguilera | —                                      | —                                      | —                                      |
| 7     | Marin    | Papaoutai - Stromae                               | —                                      | —                                      | Le candidat rejoint l'équipe du coach. |
| 8     | Agathe   | Lean On - Major Lazer, DJ Snake & MØ              | Le coach a buzzé sur ce candidat.      | Le coach a buzzé sur ce candidat.      | Le candidat rejoint l'équipe du coach. |
| 9     | Iskander | Feeling Good - Nina Simone                        | —                                      | Le candidat rejoint l'équipe du coach. | Le coach a buzzé sur ce candidat.      |
| 10    | Ryan     | Pour que tu m'aimes encore - Céline Dion          | —                                      | —                                      | —                                      |
| 11    | Marco    | Riptide - Vance Joy                               | —                                      | Le candidat rejoint l'équipe du coach. | Le coach a buzzé sur ce candidat.      |
| 12    | Marine   | Listen - Beyoncé                                  | Le candidat rejoint l'équipe du coach. | Le coach a buzzé sur ce candidat.      | —                                      |

#### Épisode 3: les auditions à l'aveugle (3)
Le troisième épisode est diffusé le 10 septembre 2016 à 20 h 55.
| Ordre | Candidat | Chanson                               | Choix des coachs et des candidats      | Choix des coachs et des candidats      | Choix des coachs et des candidats      |
| Ordre | Candidat | Chanson                               | Matt Pokora                            | Jenifer                                | Patrick Fiori                          |
| ----- | -------- | ------------------------------------- | -------------------------------------- | -------------------------------------- | -------------------------------------- |
| 1     | Romane   | Call Me - Blondie                     | —                                      | Le candidat rejoint l'équipe du coach. | Le coach a buzzé sur ce candidat.      |
| 2     | Matthieu | Let Her Go - Passenger                | Le candidat rejoint l'équipe du coach. | Le coach a buzzé sur ce candidat.      | Le coach a buzzé sur ce candidat.      |
| 3     | Noa      | Armstrong - Claude Nougaro            | —                                      | —                                      | —                                      |
| 4     | Lou      | Highway to Hell - AC/DC               | Le coach a buzzé sur ce candidat.      | Le coach a buzzé sur ce candidat.      | Le candidat rejoint l'équipe du coach. |
| 5     | Tiago    | Primeiro Beijo - Rui Veloso           | —                                      | —                                      | Le candidat rejoint l'équipe du coach. |
| 6     | Lauviah  | Est-ce que tu m'aimes ? - Maître Gims | Le candidat rejoint l'équipe du coach. | Le coach a buzzé sur ce candidat.      | Le coach a buzzé sur ce candidat.      |
| 7     | Eva      | Pas toi - Jean-Jacques Goldman        | —                                      | —                                      | —                                      |
| 8     | Achille  | Another Love - Tom Odell              | Le coach a buzzé sur ce candidat.      | Le candidat rejoint l'équipe du coach. | Le coach a buzzé sur ce candidat.      |
| 9     | Norah    | Stay - Rihanna                        | —                                      | Le candidat rejoint l'équipe du coach. | —                                      |
| 10    | Maha     | Out Here on My Own - Irène Cara       | —                                      | Le coach a buzzé sur ce candidat.      | Le candidat rejoint l'équipe du coach. |
| 11    | Lily     | Mistral gagnant - Renaud              | —                                      | —                                      | —                                      |
| 12    | Steven   | Adieu - Cœur de pirate                | Le candidat rejoint l'équipe du coach. | —                                      | —                                      |

#### Épisode 4: les auditions à l'aveugle (4)
Le quatrième épisode est diffusé le 17 septembre 2016 à 20 h 55.
| Ordre | Candidat | Chanson                                        | Choix des coachs et des candidats      | Choix des coachs et des candidats      | Choix des coachs et des candidats      |
| Ordre | Candidat | Chanson                                        | Matt Pokora                            | Jenifer                                | Patrick Fiori                          |
| ----- | -------- | ---------------------------------------------- | -------------------------------------- | -------------------------------------- | -------------------------------------- |
| 1     | Jason    | When a Man Loves a Woman - Percy Sledge        | Le candidat rejoint l'équipe du coach. | Le coach a buzzé sur ce candidat.      | Le coach a buzzé sur ce candidat.      |
| 2     | Victoire | Homeless - Marina Kaye                         | —                                      | Le candidat rejoint l'équipe du coach. | —                                      |
| 3     | Tom      | Manhattan-Kaboul - Renaud & Axelle Red         | —                                      | —                                      | —                                      |
| 4     | Tamilia  | Halo - Beyoncé                                 | Le candidat rejoint l'équipe du coach. | Le coach a buzzé sur ce candidat.      | Le coach a buzzé sur ce candidat.      |
| 5     | Juliette | Comme toi - Jean-Jacques Goldman               | Le coach a buzzé sur ce candidat.      | Le coach a buzzé sur ce candidat.      | Le candidat rejoint l'équipe du coach. |
| 6     | Nina     | She Said - Plan B                              | —                                      | —                                      | —                                      |
| 7     | Lynn     | Read All About It - Emeli Sandé                | Le coach a buzzé sur ce candidat.      | Le candidat rejoint l'équipe du coach. | Le coach a buzzé sur ce candidat.      |
| 8     | Leena    | Rolling in the Deep - Adele                    | —                                      | Le coach a buzzé sur ce candidat.      | Le candidat rejoint l'équipe du coach. |
| 9     | Ayoub    | L'oiseau - B. O. de Sébastien parmi les hommes | —                                      | —                                      | —                                      |
| 10    | Amani    | Hurt - Christina Aguilera                      | —                                      | Le coach a buzzé sur ce candidat.      | Le candidat rejoint l'équipe du coach. |
| 11    | Elsa     | Royals - Lorde                                 | Le candidat rejoint l'équipe du coach. | —                                      | —                                      |
| 12    | Thomas   | Caravane - Raphaël                             | —                                      | Le candidat rejoint l'équipe du coach. | —                                      |

### Étape 2: Les battles
Au sein de leurs équipes, les coachs ont créé des trios de candidats, selon les registres vocaux de leurs candidats, pour chanter une chanson. À chaque prestation de trio, l'un des trois est qualifié pour l'étape suivante (la demi-finale) par son coach, et les deux autres sont définitivement éliminés.
Légende
- Le talent a remporté la Battle
- Le talent a perdu la Battle

| Coach         | Ordre | Gagnant  | Chanson                                                 | Perdants |
| ------------- | ----- | -------- | ------------------------------------------------------- | -------- |
| Matt Pokora   | 1     | Manuella | Papaoutai - Stromae                                     | Laure    |
| Matt Pokora   | 1     | Manuella | Papaoutai - Stromae                                     | Steven   |
| Jenifer       | 2     | Marco    | Take Me to Church - Hozier                              | Victoire |
| Jenifer       | 2     | Marco    | Take Me to Church - Hozier                              | Norah    |
| Patrick Fiori | 3     | Diego    | Le Chant des sirènes - Fréro Delavega                   | Amani    |
| Patrick Fiori | 3     | Diego    | Le Chant des sirènes - Fréro Delavega                   | Tiago    |
| Matt Pokora   | 4     | Marine   | Hello - Adele                                           | Elsa     |
| Matt Pokora   | 4     | Marine   | Hello - Adele                                           | Ilénia   |
| Jenifer       | 5     | Achille  | L'Autre Finistère - Les Innocents                       | Thomas   |
| Jenifer       | 5     | Achille  | L'Autre Finistère - Les Innocents                       | Robin    |
| Patrick Fiori | 6     | Maé      | Next to Me - Emeli Sandé                                | Leena    |
| Patrick Fiori | 6     | Maé      | Next to Me - Emeli Sandé                                | Maha     |
| Matt Pokora   | 7     | Romain   | Je t'aimais, je t'aime, je t'aimerai - Francis Cabrel   | Jason    |
| Matt Pokora   | 7     | Romain   | Je t'aimais, je t'aime, je t'aimerai - Francis Cabrel   | Matthieu |
| Jenifer       | 8     | Lou      | Still Loving You - Scorpions                            | Iskander |
| Jenifer       | 8     | Lou      | Still Loving You - Scorpions                            | Nina     |
| Patrick Fiori | 9     | Evän     | Empire State of Mind - Alicia Keys                      | Lou      |
| Patrick Fiori | 9     | Evän     | Empire State of Mind - Alicia Keys                      | Marin    |
| Matt Pokora   | 10    | Tamilia  | FourFiveSeconds - Rihanna, Kanye West et Paul McCartney | Lauviah  |
| Matt Pokora   | 10    | Tamilia  | FourFiveSeconds - Rihanna, Kanye West et Paul McCartney | Jeanne   |
| Jenifer       | 11    | Lynn     | Où je vais - Amel Bent                                  | Josiane  |
| Jenifer       | 11    | Lynn     | Où je vais - Amel Bent                                  | Romane   |
| Patrick Fiori | 12    | Agathe   | Chanson sur ma drôle de vie - Véronique Sanson          | Juliette |
| Patrick Fiori | 12    | Agathe   | Chanson sur ma drôle de vie - Véronique Sanson          | Noemy    |

À l'issue des Battles, les équipes sont constituées comme suit :
| M. Pokora | Jenifer | Patrick Fiori |
| --------- | ------- | ------------- |
| Manuela   | Marco   | Diego         |
| Marine    | Achille | Maé           |
| Romain    | Lou     | Evän          |
| Tamilia   | Lynn    | Agathe        |

### Étape 3: La demi-finale
La demi-finale est diffusée le 1er octobre 2016 à 20 h 55. Il ne reste plus que 12 candidats en lice : 4 dans chaque équipe.
Légende
- Sauvé(e) pour la finale
- Éliminé(e) de la compétition

| Coach         | Ordre | Talent  | Chanson                               | Résultat |
| ------------- | ----- | ------- | ------------------------------------- | -------- |
| Matt Pokora   | 1     | Marine  | If I Ain't Got You - Alicia Keys      | Éliminée |
| Matt Pokora   | 2     | Romain  | Je marche seul - Jean-Jacques Goldman | Éliminé  |
| Matt Pokora   | 3     | Tamilia | Thinking Out Loud - Ed Sheeran        | Sauvée   |
| Matt Pokora   | 4     | Manuela | La Bohème - Charles Aznavour          | Sauvée   |
| Patrick Fiori | 5     | Diego   | Wrecking Ball - Miley Cyrus           | Éliminé  |
| Patrick Fiori | 6     | Agathe  | Ma déclaration - France Gall          | Sauvée   |
| Patrick Fiori | 7     | Maé     | Dernière danse - Indila               | Éliminée |
| Patrick Fiori | 8     | Evän    | Changer - Maître Gims                 | Sauvé    |
| Jenifer       | 9     | Marco   | Un autre monde - Téléphone            | Éliminé  |
| Jenifer       | 10    | Lynn    | I'm Not the Only One - Sam Smith      | Éliminée |
| Jenifer       | 11    | Lou     | Les Yeux de la mama - Kendji Girac    | Sauvée   |
| Jenifer       | 12    | Achille | Shape of My Heart - Sting             | Sauvé    |

À l'issue de la demi finale, les équipes sont constituées comme suit :
| M.Pokora | Jenifer | Patrick Fiori |
| -------- | ------- | ------------- |
| Manuela  | Lou     | Agathe        |
| Tamilia  | Achille | Evän          |

### Étape 4: La finale
La finale est diffusée le 8 octobre 2016 à 20 h 55. Il ne reste plus que 6 candidats en lice : 2 dans chaque équipe. Dans un premier temps, le public élit le meilleur de chaque équipe.
Légende
- Sauvé(e) par le public
- Éliminé(e) de la compétition

| Coach                           | Ordre                           | Talent                          | Chanson                                                | Résultat                                               |
| ------------------------------- | ------------------------------- | ------------------------------- | ------------------------------------------------------ | ------------------------------------------------------ |
| Matt Pokora                     | 1                               | Tamilia                         | Are We Awake - Tal                                     | Éliminée                                               |
| Matt Pokora                     | 2                               | Manuela                         | Listen - Beyoncé                                       | Sauvée                                                 |
| Matt Pokora et ses finalistes   | Matt Pokora et ses finalistes   | Matt Pokora et ses finalistes   | Aimer est plus fort que d'être aimé - Daniel Balavoine | Aimer est plus fort que d'être aimé - Daniel Balavoine |
| Jenifer                         | 3                               | Lou                             | One Moment in Time - Whitney Houston                   | Sauvée                                                 |
| Jenifer                         | 4                               | Achille                         | Wake Me Up - Avicii                                    | Éliminé                                                |
| Jenifer et ses finalistes       | Jenifer et ses finalistes       | Jenifer et ses finalistes       | Bubble star - Laurent Voulzy                           | Bubble star - Laurent Voulzy                           |
| Patrick Fiori                   | 5                               | Evän                            | Il est où le bonheur - Christophe Maé                  | Sauvé                                                  |
| Patrick Fiori                   | 6                               | Agathe                          | Quand on n'a que l'amour - Jacques Brel                | Éliminée                                               |
| Patrick Fiori et ses finalistes | Patrick Fiori et ses finalistes | Patrick Fiori et ses finalistes | Laissez-nous chanter - Gold                            | Laissez-nous chanter - Gold                            |

À la suite de ces prestations, il ne reste plus que trois concurrents.
| Coach         | Ordre | Talent  | Chanson                                        |
| ------------- | ----- | ------- | ---------------------------------------------- |
| Matt Pokora   | 1     | Manuela | Andalouse - Kendji Girac                       |
| Jenifer       | 2     | Lou     | Carmen - Stromae                               |
| Patrick Fiori | 3     | Evän    | See You Again - Wiz Khalifa feat. Charlie Puth |

Voici les résultats des trois derniers candidats :
| Coach         | Ordre | Talent  | Chanson                                        | Résultat  |
| ------------- | ----- | ------- | ---------------------------------------------- | --------- |
| Matt Pokora   | 1     | Manuela | Andalouse - Kendji Girac                       | Gagnante  |
| Jenifer       | 2     | Lou     | Carmen - Stromae                               | Deuxième  |
| Patrick Fiori | 3     | Evän    | See You Again - Wiz Khalifa feat. Charlie Puth | Troisième |

## Audiences
| Épisode | Jour et horaire de diffusion                                     | Téléspectateurs | Parts de marché sur les 4 ans et plus | Classement des audiences de la soirée | Référence |
| ------- | ---------------------------------------------------------------- | --------------- | ------------------------------------- | ------------------------------------- | --------- |
| 1       | Samedi 27 août 2016 (Audition à l'aveugle 1) 20:55 – 23:20       | 3 654 000       | 22,6 %                                | 1er                                   | [ 2 ]     |
| 2       | Samedi 3 septembre 2016 (Audition à l'aveugle 2) 20:55 – 23:20   | 4 261 000       | 23,5 %                                | 1er                                   |           |
| 3       | Samedi 10 septembre 2016 (Audition à l'aveugle 3) 20:55 – 23:20  | 4 149 000       | 24,0 %                                | 1er                                   |           |
| 4       | Samedi 17 septembre 2016 (Audition à l'aveugle 4) 20:55 – 23:20  | 4 370 000       | 22,4 %                                | 1er                                   |           |
| 5       | Samedi 24 septembre 2016 (Battles) 20:55 – 23:30                 | 4 290 000       | 23,9 %                                | 1er                                   |           |
| 6       | Samedi 1er octobre 2016 (Demi Finale) 20:55 – 23:20              | 4 397 000       | 23,4 %                                | 1er                                   |           |
| 7       | Samedi 8 octobre 2016 (Finale diffusée en différé) 20:55 – 00:20 | 4 787 000       | 24,8 %                                | 1er                                   |           |

Légende :
- Plus hauts chiffres d'audience
- Plus bas chiffres d'audience

### Note
1. ↑  Depuis septembre 2016, les divertissements retransmis en direct sur TF1 possèdent un léger différé de deux à cinq minutes environ afin de maîtriser l'antenne et éviter toute situation non contrôlée (intrusion en plateau ou attaque terroriste par exemple)[3].